# 1503
Rok 1503 (MDIII) byl nepřestupný rok, který podle juliánského kalendáře započal nedělí.
Podle islámského kalendáře nastal dne 6. července rok 909. Podle židovského kalendáře došlo k přelomu let 5263 a 5264. 

## Události
- 21. duben – bitva u Cerignoly, Gonzalo Fernández de Córdoba rozdrtil francouzská vojska
- 10. květen – Kryštof Kolumbus objevil Kajmanské ostrovy
- 13. květen – Španělé obsadili Neapol
- 28. květen – Skotský král Jakub IV. se zasnoubil s Markétou Tudorovnou jako symbol uzavření míru mezi skotským a anglickým královstvím, na přání papeže Alexandra VI.
- 8. srpen – Skotský král Jakub IV. se oženil s Markétou Tudorovnou v holyroodském opatství v Edinburghu
- 30. července – Ostrov Svatá Helena je definitivně objeven portugalským námořníkem Estêvão da Gamou při návratu z východu.
- 20. srpen – Moldavský kníže Štěpán III. Veliký z uzavírá s osmanským sultánem Bajezidem II., podle které se Moldávie stává součástí Osmanské říše, avšak má nadále vlastní vládu.
- 22. září – Papeže Alexandra VI. střídá Pius III. a stává se tak 216. papežem
- 18. října – Papež Pius III. po dvaceti šesti dnech úřadování umírá.
- 30. října – Královna Isabela Kastilská zakazuje násilí vůči původním obyvatelům v Novém světě
- 31. října – Novým papežem se stává Julius II.
- 29. prosinec – Gonzalo Fernández de Córdoba rozdrtil francouzské síly v bitvě u Carigliana

### Neznámé datum
- Leonardo da Vinci začal malovat Monu Lisu
- Tula přešla pod knížectví moskevské

### Probíhající události
- 1499–1504 – Druhá italská válka

## Narození

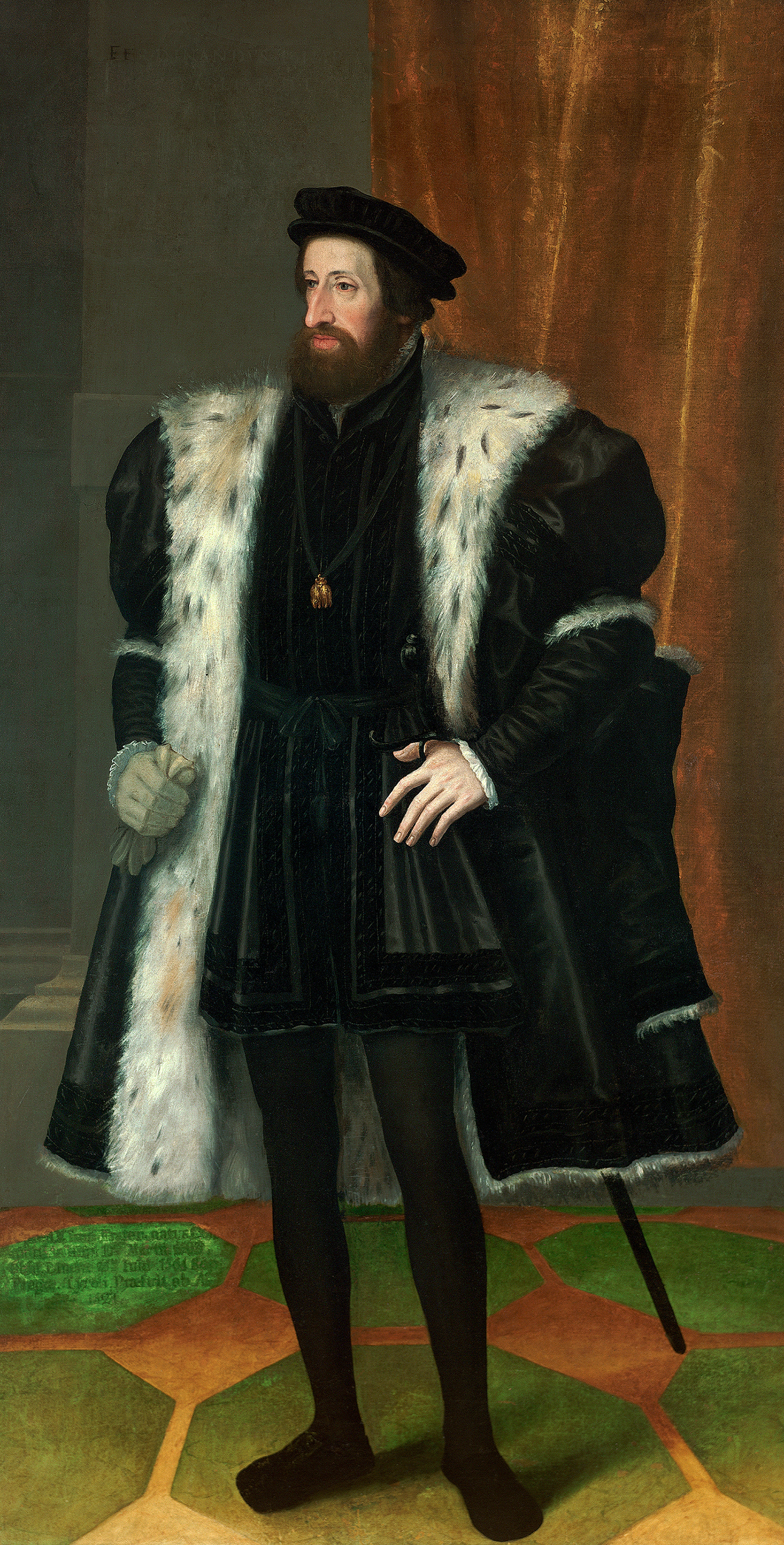
Ferdinand I. Habsburský (* 10. března)

### České země
- 10. března – Ferdinand I., český a uherský král, římský císař († 25. července 1564)
- 23. července – Anna Jagellonská, česká a uherská královna, choť Ferdinanda I. Habsburského († 27. ledna 1547)

#### Svět
- 11. ledna – Parmigianino, italský manýristický malíř a rytec († 1540)
- 2. února – Kateřina Tudorovna, sedmé a poslední dítě krále Jindřicha VII. Tudora († 10. února 1503)
- 18. dubna – Jindřich II. Navarrský, král Navarry († 25. května 1555)
- 12. srpna – Kristián III., dánský a norský král († 1559)
- 24. října – Isabela Portugalská, španělská královna († 1539)
- 17. listopadu – Agnolo Bronzino, italský malíř († 1572)
- 19. listopadu – Pier Luigi Farnese, vévoda z Parmy, Piacenzy a Castra († 10. září 1547)
- 14. prosince – Nostradamus, lékař, prorok, jazykovědec, astrolog, spisovatel († 2. července 1566)
- neznámý datum
  - Robert Estienne, francouzský tiskař († 7. září 1559)
  - Augustin Hirschvogel, německý renesanční grafik († 5. března 1553)
  - Bartolomé de Carranza, španělský římskokatolický duchovní († 2. května 1576)
  - Jü Ta-jou, čínský vojevůdce († 1579)
  - Sü Ťie, čínský politik († 1583)

## Úmrtí

### České země
- 20. ledna – Ludmila z Poděbrad, dcera Jiřího z Poděbrad a jeho manželky Johany z Rožmitálu (* 16. října 1456)
- 2. února – Martin Kabátník, cestovatel a spisovatel, člen Jednoty bratrské (* 1428)

#### Svět
- 10. února – Kateřina Tudorovna, sedmé a poslední dítě krále Jindřicha VII. Tudora (* 2. února 1503)
- 11. února – Alžběta z Yorku, anglická královna jako manželka Jindřicha VII. (* 11. února 1466)
- 7. dubna – Sofia Palaiologovna, byzantská princezna a ruská velkokněžna (* 1455)
- 2. června – Klára Gonzagová, italská šlechtična (* 1. července 1464)
- 1. srpna – Juan de Borja Lanzol de Romaní starší, člen španělské aristokracie, kardinál a biskup (* 1446)
- 12. srpna – Anna Jagellonská, polská šlechtična a pomořanská kněžna (* 12. března 1476)
- 18. srpna – Alexandr VI., papež (* 1431)
- 18. října – Pius III., papež (* 1439)
- 10. listopadu – Israhel van Meckenem mladší, německý grafik a zlatník (* kolem 1445)
- 17. listopadu – Bona Savojská, savojská princezna a milánská vévodkyně (* srpen 1449)
- 20. listopadu – Magnus II. Meklenburský, meklenburský vévoda (* 1441)
- 28. prosince – Piero de Medici, florentský vládce (* 15. února 1472)
- neznámé datum
  - Nigar Hatun, manželka osmanského sultána Bajezida II. (* cca 1450)
  - Antonio Bonfini, italský humanista a básník (* 1427)
  - Petr Schöffer, raný německý tiskař (* 1425)

## Hlavy států
- České království – Vladislav Jagellonský
- Svatá říše římská – Maxmilián I.
- Papež – Alexandr VI. – Pius III. – Julius II.
- Anglické království – Jindřich VII. Tudor
- Francouzské království – Ludvík XII.
- Polské království – Alexandr Jagellonský
- Uherské království – Vladislav Jagellonský
- Perská říše – Ismail I.